# Chamacuero, Michoacán de Ocampo
Chamacuero är en ort i Mexiko.   Den ligger i kommunen Puruándiro och delstaten Michoacán de Ocampo, i den centrala delen av landet, 250 km väster om huvudstaden Mexico City. Chamacuero ligger 2 079 meter över havet och antalet invånare är 926.
Terrängen runt Chamacuero är huvudsakligen kuperad, men åt sydväst är den platt. Runt Chamacuero är det ganska tätbefolkat, med 108 invånare per kvadratkilometer. Närmaste större samhälle är Puruándiro, 17,9 km sydväst om Chamacuero. I omgivningarna runt Chamacuero växer huvudsakligen savannskog.